# إليزابيث د. أ. كوهن
إليزابيث د. أ. كوهن (بالإنجليزية: Elizabeth D. A. Cohen) هي طبيبة أمريكية، ولدت في 22 فبراير 1820، وتوفيت في 28 مايو 1921 في نيو أورلينز في الولايات المتحدة.